# クラウデッド・ハウス

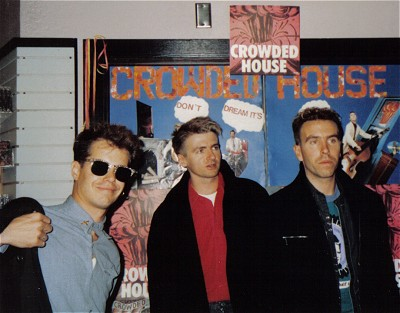
左からポール・ヘスター、ニール・フィン、ニック・シーモア（1987年）

クラウデッド・ハウス（Crowded House）は、オーストラリアのロックバンド。ニュージーランド人のシンガーソングライターであるニール・フィンが、スプリット・エンズ解散後にオーストラリアへ移り、オーストラリア人のニック・シーモア、ポール・ヘスターの3人組で結成。元々のバンド名は「The Mullanes」であったが、ギタリストのクレイグ・フーパーが脱退したことで変更に至った。
1986年にリリースしたシングル「ドント・ドリーム・イッツ・オーバー」が全米2位になるなど、1990年代半ばまで活動した。2005年にポール・ヘスターが死去。2006年に再結成し、アルバム『Time on Earth』は全豪アルバムチャート1位を獲得している。
ニール・フィンと彼の兄で元メンバーのティム・フィンは、ニュージーランド、オーストラリアでの長年の音楽活動を讃えられ、大英帝国勲章を授与されている。

## メンバー
- ニール・フィン (Neil Finn) – リード・ボーカル、ギター、キーボード (1985年–1996年、2006年–2011年、2016年、2020年– )
- ニック・シーモア (Nick Seymour) – ベース、バック・ボーカル (1985年–1989年、1989年–1996年、2006年–2011年、2016年、2020年– )
- ミッチェル・フルーム (Mitchell Froom) – キーボード、ギター、バック・ボーカル (2020年– )
- リアム・フィン (Liam Finn) – ギター、キーボード、バック・ボーカル (2020年– 、ツアー・メンバー 2007年–2008年)
- エルロイ・フィン (Elroy Finn) – ドラム、ギター (2020年– 、ツアー・メンバー 2008年、2016年)

### 旧メンバー
- クレイグ・フーパー (Craig Hooper) – ギター、バック・ボーカル (1985年)
- ポール・ヘスター (Paul Hester) – ドラム、パーカッション、キーボード、バック・ボーカル (1985年–1994年、1996年) ※2005年死去
- ティム・フィン (Tim Finn) – ボーカル、ギター、キーボード (1990年–1991年、ライブ・ゲスト 1996年、2016年)
- ピーター・ジョーンズ (Peter Jones) – ドラム (1994年–1996年) ※2012年死去
- マーク・ハート (Mark Hart) – ギター、キーボード、バック・ボーカル (1992年–1996年、2007年–2011年、2016年、ツアー・メンバー 1989年–1992年)
- マット・シェロッド (Matt Sherrod) – ドラム、パーカッション、バック・ボーカル (2007年–2011年、2016年)

## ギャラリー

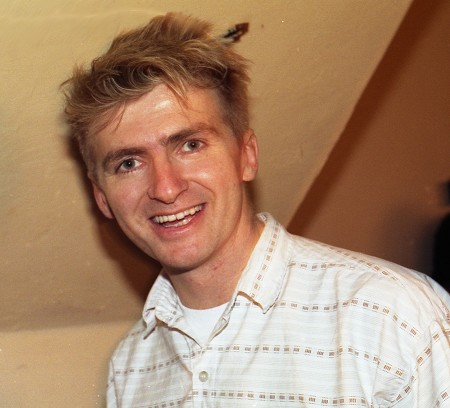
ニール・フィン
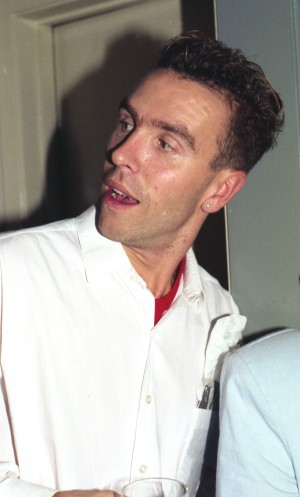
ニック・シーモア
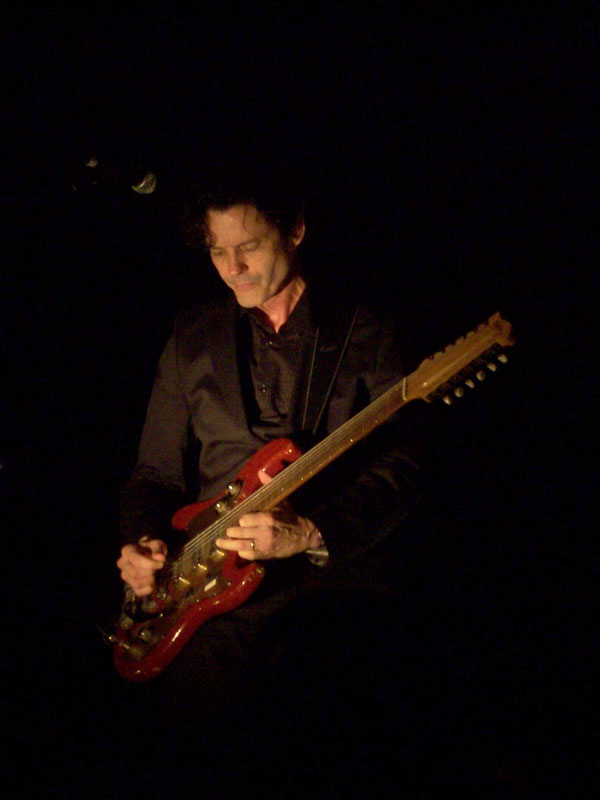
マーク・ハート
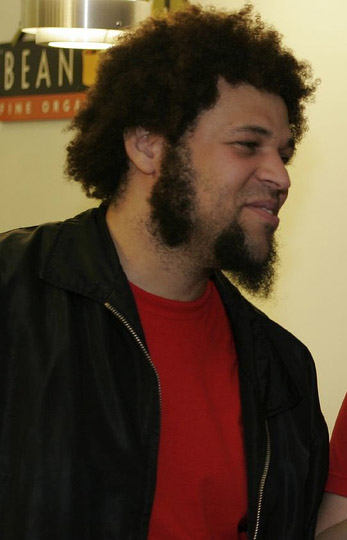
マット・シェロッド
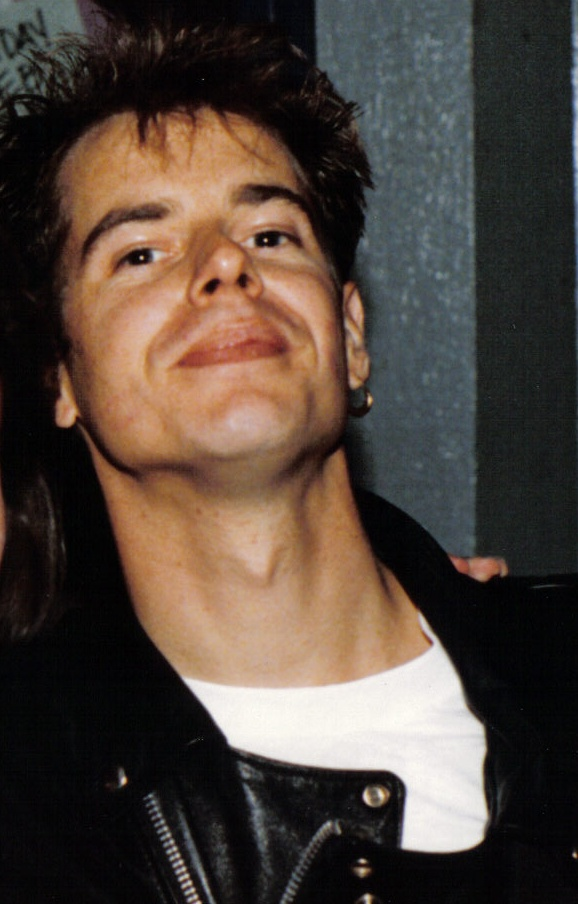
ポール・ヘスター

## ディスコグラフィ

### スタジオ・アルバム
- 『ドント・ドリーム・イッツ・オーバー』 - Crowded House (1986年)
- 『テンプル・オブ・ロウ・メン』 - Temple of Low Men(1988年)
- 『ウッドフェイス』 - Woodface (1991年)
- 『トゥゲザー・アローン』 - Together Alone (1993年)
- Time on Earth (2007年)
- Intriguer (2010年)
- Dreamers Are Waiting  (2021年)
- Gravity Stairs (2024年)

### ライブ・アルバム
- Farewell to The World (2006年)
- North America Travelogue 2010 (2010年)
- Intriguer Live – Start to Finish (2011年)

### コンピレーション・アルバム
- 『リカリング・ドリーム〜ザ・ベリィ・ベスト・オブ・クラウデッド・ハウス』 - Recurring Dream: The Very Best of Crowded House (1996年)
- Afterglow (1999年)
- Classic Masters (2003年)
- The Very Very Best of Crowded House (2010年)